# André Bordang
André Bordang (Luxemburgo, 8 de agosto de 1875-1950) fue un gimnasta artístico luxemburgués, medallista de bronce mundial en Amberes 1903 en barras paralelas.

## Carrera deportiva
En el Mundial de Amberes 1903 consiguió la medalla de bronce en el ejercicio de barras paralelas, quedando en el podio tras su compatriota  también luxemburgués François Hentges, el francés Josef Martinez, y empatado con el belga Eugène Dua.